# 董文琦
董文琦（1902年8月12日—1988年7月21日），字潔忱，吉林雙城人，中华民国政治人物。

## 生平
董文琦毕业于日本名古屋高等工業学校土木科。1929年归国后，他任吉林市政處工務科長，任内主持吉林大学校舍建设，于1931年完工，但落成典礼因九一八事变而未能举办。1932年他来到关内，曾任揚子江水利委員會工程處長。
1945年抗日战争胜利后，他任東北水利總局局長兼東北水利特派員，参与接收东北。不久，他经东北经济委员会主任委员张嘉璈推荐，任沈阳市市長，负责代表国民政府接收沈阳市政。当时因苏联红军占据东北，中国共产党在东北扩张势力，故国民政府任命的东北各地方长官多滞留在北平、天津，而董文琦不顾危险，前往沈阳市成功从苏军手中接收了市政。后来他去职后又再度出任沈阳市市长。1948年冬，他奉命撤离沈阳市。1949年初，他应台湾省政府主席陈诚邀请来到台湾。
此后，他于1950年任行政院政務委員。1972年，他从行政院退休，转任總統府國策顧問兼國家建設研究委員會委員。
1988年7月，董文琦於台北逝世。

## 著作
- 張玉法、沈松僑，董文琦先生訪問紀錄，台北市：中央研究院近代史研究所，1986年6月